# Stenträsket (Tärna socken, Lappland)
Stenträsket är en sjö i Storumans kommun i Lappland och ingår i Umeälvens huvudavrinningsområde.